# 삼성 갤럭시 A32
삼성 갤럭시 A32(Samsung Galaxy A32)는 삼성 갤럭시 A 시리즈의 2021년 모델이며 화면 내장 지문인식, 얼굴인식, 삼성 페이, 90Hz 화면주사율 등을 주요 스펙으로 하는 안드로이드 스마트폰이다. A32는 삼성 갤럭시 A31의 후속작으로 개발되었다. A32 5G 모델은 기본형 A32보다 디스플레이와 카메라 성능이 낮지만, 프로세서 성능은 더 뛰어나다.

## 디자인
갤럭시 A32는 디스플레이, 플라스틱 프레임, 플라스틱 백을 보호하기 위해 강화유리를 사용한다. 두 기기 모두 어썸 블랙, 어썸 화이트, 어썸 블루, 어썸 바이올렛 등 4가지 색상 옵션이 있다.,

## 사양

### 하드웨어
갤럭시 A32는 옥타코어 CPU(2x2.0GHz Cortex-A75 + 6x1.8GHz Cortex-A55)를 탑재한 미디어텍 헬리오 G80(12nm) SoC와 말리 G52-MC2 GPU를 사용한다. 64GB 또는 128GB의 내장메모리(ROM)와 4~8GB의 램을 갖췄다. 이동식 외장형 마이크로SDXC 메모리 카드 슬롯(전용 슬롯, 최대 512GB 지원)이 있다. 싱글 또는 듀얼(듀얼 스탠바이) SIM 슬롯(나노-SIM)을 갖췄다. 5000mAh Li-Ion 배터리(탈부착 불가)와 15W 고속 충전을 지원한다. GSM, HSPA 및 LTE 네트워크를 지원한다. 스피커와 3.5mm 오디오 잭도 있다.
갤럭시 점프 (갤럭시 A32 5G), 미디어 사용Tek MT6853 Dimensity 720 5G (7nm) SoC는 옥타 코어 CPU(2x2.0GHz Cortex-A76 + 6x2.0GHz Cortex-A55)와 말리 G57-MC3 GPU를 지원하며, One UI 3.1을 지원하는 안드로이드 11에서 구동된다. 64GB 또는 128GB의 내장 메모리(ROM)와 4~8GB의 RAM을 갖추고 있다. 이동식 외부 마이크로SDXC 메모리 카드 슬롯이 있다(공유 SIM 슬롯 사용, 최대 512GB 지원). 싱글 또는 하이브리드 듀얼(듀얼 스탠바이) SIM 슬롯(나노-SIM)을 갖췄다. 5000mAh Li-Ion 배터리(탈부착 불가)와 15W 고속 충전을 지원한다. GSM, CDMA, HSPA, LTE 및 5G 네트워크를 지원한다. 스피커와 3.5mm 오디오 잭도 있다.

### 소프트웨어
안드로이드 11 기반 One UI 3.1이 기본 탑재되었다.

## 한국 판매
2021년 3월 12일에 출시하였으며 어썸 블랙, 어썸 화이트, 어썸 바이올렛, 어썸 블루 4가지 색상이 있다. 참고로, 어썸 블루는 해외에만 출시되고 한국에서는 출시하지 않았다.
2021년 2분기 판매량 2위를 달성하였다.

## 사진

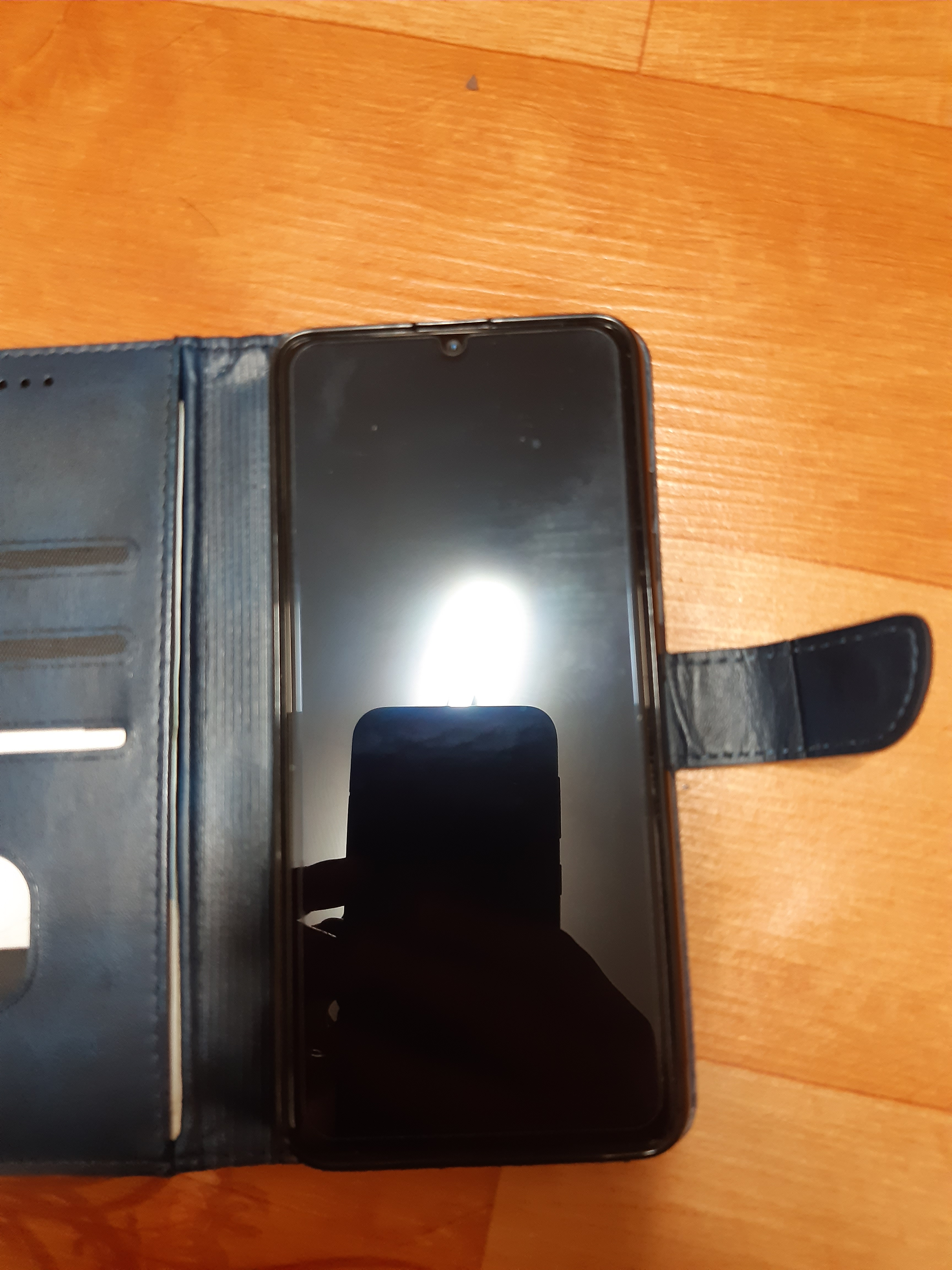
앞면
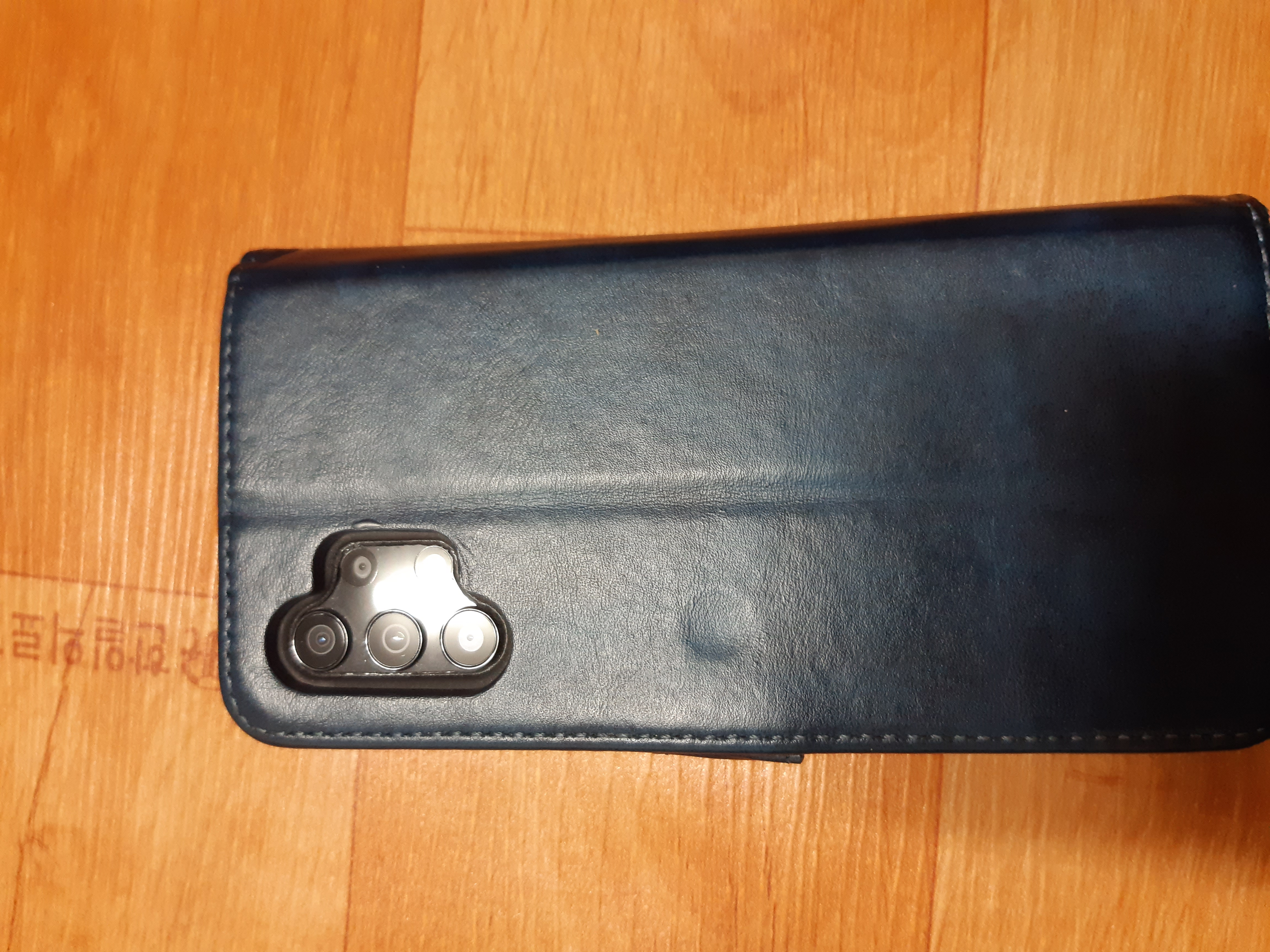
뒷면